# Films américains sortis en 1938
Listes de films américains
- 1934
- 1935
- 1936
- 1937
- 1938
- 1939
- 1940
- 1941
- 1942

Liste (non exhaustive) de films américains sortis en 1938.

You Can't Take It With You remporte l'Oscar du meilleur film à la 11e cérémonie des Oscars organisée le 23 février 1939.

## A-Z (ordre alphabétique des titres en anglais)
| Titre                             | Réalisateur                          | Distribution                                        | Genre                                | Note                |  |
| --------------------------------- | ------------------------------------ | --------------------------------------------------- | ------------------------------------ | ------------------- |  |
| Accidents Will Happen             | William Clemens                      | Ronald Reagan, Gloria Blondell, Dick Purcell        | Drame, policier                      |                     |  |
| Adventure in Sahara               | D. Ross Lederman                     | Paul Kelly, Lorna Gray, C. Henry Gordon             | Drame, action                        |                     |  |
| The Adventures of Marco Polo      | John Ford, Archie Mayo               | Gary Cooper, George Barbier, Basil Rathbone         | Drame, aventure, Film biographique   |                     |  |
| The Adventures of Robin Hood      | Michael Curtiz, William Keighley     | Errol Flynn, Olivia de Havilland, Claude Rains      | Drame, action, aventure              |                     |  |
| The Adventures of Tom Sawyer      | Norman Taurog, William A. Wellman    | Tommy Kelly, Jackie Moran, Victor Jory              | Aventure                             |                     |  |
| The Affairs of Annabel            | Lew Landers, Benjamin Stoloff        | Lucille Ball, Jack Oakie, Bradley Page              | Comédie                              |                     |  |
| Alexander's Ragtime Band          | Henry King                           | Don Ameche, Tyrone Power, Ethel Merman              | Comédie, drame, musical              |                     |  |
| Algiers                           | John Cromwell                        | Hedy Lamarr, Charles Boyer, Joseph Calleia          | Drame, film à énigme                 |                     |  |
| Always Goodbye                    | Sidney Lanfield                      | Barbara Stanwyck, Herbert Marshall, Cesar Romero    | Drame                                |                     |  |
| Always in Trouble                 | Joseph Santley                       | Jane Withers, Nana Bryant, Eddie Collins            | Comédie                              |                     |  |
| The Amazing Dr Clitterhouse       | Anatole Litvak                       | Edward G. Robinson, Humphrey Bogart, Donald Crisp   | Comédie, drame                       |                     |  |
| Angels with Dirty Faces           | Michael Curtiz                       | James Cagney, Pat O'Brien, Humphrey Bogart          | Drame, policier                      |                     |  |
| Annabel Takes a Tour              | Lew Landers                          | Lucille Ball, Jack Oakie, Ruth Donnelly             | Comédie                              |                     |  |
| The Arkansas Traveler             | Alfred Santell                       | Bob Burns, Jean Parker, John Beal                   | Comédie, drame                       |                     |  |
| Army Girl                         | George Nichols, Jr.                  | Preston Foster, Madge Evans, James Gleason          | Comédie, drame, action               |                     |  |
| Arson Gang Busters                | Joseph Kane                          | Robert Livingston, Jackie Moran, Rosalind Keith     | Drame, action                        |                     |  |
| Artists and Models Abroad         | Mitchell Leisen                      | Jack Benny, Joan Bennett, Mary Boland               | Comédie, musical                     |                     |  |
| Bar 20 Justice                    | Lesley Selander                      | William Boyd, Gabby Hayes, Russell Hayden           | Western                              |                     |  |
| The Baroness and the Butler       | Walter Lang                          | William Powell, Annabella, Henry Stephenson         | Comédie, drame, film d'amour         |                     |  |
| Battle of Broadway                | George Marshall                      | Victor McLaglen, Brian Donlevy, Gypsy Rose Lee      | Comédie, aventure                    |                     |  |
| The Beloved Brat                  | Arthur Lubin                         | Bonita Granville, Donald Crisp, Dolores Costello    | Comédie                              |                     |  |
| The Big Broadcast of 1938         | Mitchell Leisen                      | W. C. Fields, Bob Hope, Dorothy Lamour              | Comédie, musical                     |                     |  |
| The Black Doll                    | Otis Garrett                         | C. Henry Gordon, Nan Grey, Donald Woods             | Comédie, drame, film à énigme        |                     |  |
| Blockade                          | William Dieterle                     | Madeleine Carroll, Henry Fonda, Leo Carrillo        | Drame, film de guerre                |                     |  |
| Block-Heads                       | John G. Blystone                     | Stan Laurel, Oliver Hardy, Patricia Ellis           | Comédie                              |                     |  |
| Blond Cheat                       | Joseph Santley                       | Joan Fontaine, Derrick De Marnay, Lilian Bond       | Comédie                              |                     |  |
| Blondes At Work                   | Frank McDonald                       | Glenda Farrell, Barton MacLane, Tom Kennedy         | Drame, film policier                 |                     |  |
| Blondie                           | Frank R. Strayer                     | Arthur Lake, Penny Singleton, Jonathan Hale         | Comédie                              |                     |  |
| Bluebeard's Eighth Wife           | Ernst Lubitsch                       | Claudette Colbert, Gary Cooper, David Niven         | Comédie                              |                     |  |
| Born to Be Wild                   | Joseph Kane                          | Ralph Byrd, Doris Weston, Ward Bond                 | Drame, action                        |                     |  |
| Boy Meets Girl                    | Lloyd Bacon                          | James Cagney, Pat O'Brien, Marie Wilson             | Comédie                              |                     |  |
| Boys Town                         | Norman Taurog                        | Spencer Tracy, Mickey Rooney, Henry Hull            | Drame                                |                     |  |
| Breaking the Ice                  | Edward F. Cline                      | Charles Ruggles, Dolores Costello, John King        | Drame                                |                     |  |
| Bringing Up Baby                  | Howard Hawks                         | Katharine Hepburn, Cary Grant, May Robson           | Comédie                              |                     |  |
| Brother Rat                       | William Keighley                     | Wayne Morris, Ronald Reagan, Jane Wyman             | Comédie                              |                     |  |
| The Buccaneer                     | Cecil B. DeMille                     | Fredric March, Hugh Sothern, Margot Grahame         | Drame, aventure                      |                     |  |
| Bulldog Drummond's Peril          | James Patrick Hogan                  | John Howard, John Barrymore, Louise Campbell        | Drame, aventure                      |                     |  |
| Call of the Yukon                 | B. Reeves Eason                      | Richard Arlen, Beverly Roberts, Lyle Talbot         | Drame, aventure                      |                     |  |
| Campus Confessions                | George Archainbaud                   | Betty Grable, Thurston Hall, William Henry          | Comédie                              |                     |  |
| Carefree                          | Mark Sandrich                        | Fred Astaire, Ginger Rogers, Jack Carson            | Comédie, musical                     |                     |  |
| Cattle Raiders                    | Sam Nelson                           | Charles Starrett, Iris Meredith, Donald Grayson     | Western                              |                     |  |
| Charlie Chan in Honolulu          | H. Bruce Humberstone                 | Sidney Toler, Phyllis Brooks                        | Film à énigme                        |                     |  |
| The Chaser                        | Edwin L. Marin                       | Lewis Stone, Nat Pendleton, John Qualen             | Drame                                |                     |  |
| Child Bride                       | Harry Revier                         | Shirley Mills, Bob Bollinger                        | Drame                                | Film d'exploitation |  |
| A Christmas Carol                 | Edwin L. Marin                       | Reginald Owen, Gene Lockhart, Terry Kilburn         | Drame, Fantasy                       |                     |  |
| City Girl                         | Alfred L. Werker                     | Phyillis Brooks, Ricardo Cortez                     | Drame, policier                      |                     |  |
| Cocoanut Grove                    | Alfred Santell                       | Fred MacMurray, Eve Arden, Rufe Davis               | Comédie, musical                     |                     |  |
| College Swing                     | Raoul Walsh                          | George Burns, Gracie Allen, Bob Hope                | Comédie                              |                     |  |
| Comet Over Broadway               | Busby Berkeley                       | Kay Francis, Donald Crisp, Ian Hunter               | Drame                                |                     |  |
| Condemned Women                   | Lew Landers                          | Anne Shirley, Sally Eilers, Lee Patrick             | Drame                                |                     |  |
| Crime Ring                        | Leslie Goodwins                      | Allan Lane, Clara Blandick, Bradley Page            | Comédie, drame, policier             |                     |  |
| Crime School                      | Lewis Seiler                         | Humphrey Bogart, Gale Page, Billy Halop             | Drame                                |                     |  |
| The Crowd Roars                   | Richard Thorpe                       | Robert Taylor, Maureen O'Sullivan, Edward Arnold    | Drame, action                        |                     |  |
| Danger On The Air                 | Otis Garrett                         | Donald Woods, Nan Grey, Jed Prouty                  | Drame, film à énigme                 |                     |  |
| Dangerous to Know                 | Robert Florey                        | Anna May Wong, Akim Tamiroff, Gail Patrick          | Drame, policier                      |                     |  |
| The Dawn Patrol                   | Edmund Goulding                      | Errol Flynn, Basil Rathbone, David Niven            | Drame, guerre                        |                     |  |
| The Devil's Party                 | Ray McCarey                          | Victor McLaglen, Beatrice Roberts, William Gargan   | Drame, policier                      |                     |  |
| Dr Rhythm                         | Frank Tuttle                         | Bing Crosby, Mary Carlisle, Andy Devine             | Comédie, musical                     |                     |  |
| Dramatic School                   | Robert B. Sinclair                   | Luise Rainer, Paulette Goddard, Lana Turner         | Drame                                |                     |  |
| The Duke of West Point            | Alfred E. Green                      | Joan Fontaine, Tom Brown, Richard Carlson           | Drame                                |                     |  |
| Everybody Sing                    | Edwin L. Marin                       | Judy Garland, Fanny Brice, Billie Burke             | Comédie, musical                     |                     |  |
| Everybody's Doing It              | Christy Cabanne                      | Sally Eilers, Preston Foster, Guinn Williams        | Comédie, film d'amour                |                     |  |
| Fast Company                      | Edward Buzzell                       | Melvyn Douglas, Florence Rice, Claire Dodd          | Comédie, drame, film d'amour         |                     |  |
| The First Hundred Years           | Richard Thorpe                       | Robert Montgomery, Virginia Bruce, Warren William   | Comédie, drame                       |                     |  |
| Flight to Fame                    | Charles C. Coleman                   | Charles Farrell, Hugh Sothern, Julie Bishop         | Drame                                | Science fiction     |  |
| Fools for Scandal                 | Mervyn LeRoy, Bobby Connolly         | Carole Lombard, Ralph Bellamy, Fernand Gravey       | Comédie, musical                     |                     |  |
| Forbidden Valley                  | Wyndham Gittens                      | Noah Beery Jr., Robert Barrat, Samuel S. Hinds      | Western                              |                     |  |
| Four Daughters                    | Michael Curtiz                       | Priscilla Lane, Claude Rains, John Garfield         | Drame, musical                       |                     |  |
| Four Men and a Prayer             | John Ford                            | Loretta Young, David Niven, George Sanders          | Drame                                |                     |  |
| Four's a Crowd                    | Ernie Haller, Michael Curtiz         | Errol Flynn, Olivia de Havilland, Rosalind Russell  | Comédie, film d'amour                |                     |  |
| The Frontiersmen                  | Lesley Selander                      | William Boyd, Gabby Hayes, Evelyn Venable           | Western                              |                     |  |
| Fugitives for a Night             | Leslie Goodwins                      | Eleanor Lynn, Allan Lane, Bradley Page              | Comédie, film à énigme               |                     |  |
| Gang Smashers                     | Leo C. Popkin                        | Nina Mae McKinney, Mantan Moreland                  | Comédie, drame                       |                     |  |
| Gangster's Boy                    | William Nigh                         | Jackie Cooper, Lucy Gilman, Tommy Wonder            | Comédie, drame                       |                     |  |
| Garden of the Moon                |                                      | Pat O'Brien, Rudy Vallée, Johnnie Davis             | Comédie, musical                     |                     |  |
| Gateway                           | Alfred L. Werker                     | Arleen Whelan, Don Ameche, Gregory Ratoff           | Drame                                |                     |  |
| The Girl Downstairs               | Norman Taurog                        | Franciska Gaal, Franchot Tone, Walter Connolly      | Comédie                              |                     |  |
| The Girl of the Golden West       | Robert Z. Leonard                    | Jeanette MacDonald, Nelson Eddy, Walter Pidgeon     | Western, musical                     |                     |  |
| Girls on Probation                | William C. McGann                    | Jane Bryan, Ronald Reagan, Susan Heyward            | Drame                                |                     |  |
| Go Chase Yourself                 | Edward F. Cline                      | Lucille Ball, Joe Penner, Fritz Feld                | Comédie                              |                     |  |
| God's Step Children               | Oscar Micheaux                       | Ethel Moses, Alice B. Russell, Columbus Jackson     | Drame                                |                     |  |
| Le Cavalier errant (Going Places) | Ray Enright                          | Dick Powell, Anita Louise, Ronald Reagan            | Comédie, musical                     |                     |  |
| Gold Diggers in Paris             | George Barnes, Ray Enright           | Rudy Vallée, Rosemary Lane, Hugh Herbert            | Comédie, musical                     |                     |  |
| Gold Is Where You Find It         | Michael Curtiz                       | George Brent, Olivia de Havilland, Claude Rains     | Western, film d'amour                |                     |  |
| The Goldwyn Follies               | H. C. Potter, George Marshall        | Adolphe Menjou, The Ritz Brothers, Vera Zorina      | Comédie, musical                     |                     |  |
| Goodbye Broadway                  | Ray McCarey                          | Alice Brady, Charles Winninger, Dorothea Kent       | Comédie                              |                     |  |
| The Great Waltz                   | Josef von Sternberg, Julien Duvivier | Luise Rainer, Fernand Gravey, Lionel Atwill         | Drame, musical                       |                     |  |
| Happy Landing                     | Roy Del Ruth                         | Sonja Henie, Don Ameche, Cesar Romero               | Comédie, musical                     |                     |  |
| Hard to Get                       | Ray Enright, Charles Rosher          | Olivia de Havilland, Dick Powell, Charles Winninger | Comédie, film d'amour                |                     |  |
| Having Wonderful Time             | Alfred Santell                       | Ginger Rogers, Douglas Fairbanks, Jr., Eve Arden    | Comédie romantique                   |                     |  |
| Hawaii Calls                      | Edward F. Cline                      | Ned Sparks, Bobby Breen, Warren Hull                | Drame, musical                       |                     |  |
| Heart of the North                | Lewis Seiler                         | Dick Foran, Gale Page, Allen Jenkins                | Drame, aventure                      |                     |  |
| Her Jungle Love                   | George Archainbaud                   | Dorothy Lamour, Ray Milland, Lynne Overman          | Aventure                             | Film musical        |  |
| Hold That Co-ed                   | George Marshall                      | John Barrymore, George Murphy, Joan Davis           | Comédie                              |                     |  |
| Hold That Kiss                    | Edwin L. Marin                       | Maureen O'Sullivan, Dennis O'Keefe, Mickey Rooney   | Comédie, film d'amour                |                     |  |
| Holiday                           | George Cukor                         | Katharine Hepburn, Cary Grant, Lew Ayres            | Comédie, drame                       |                     |  |
| Hunted Men                        | Louis King                           | Lloyd Nolan, Mary Carlisle, Anthony Quinn           | Drame, policier                      |                     |  |
| I Am a Criminal                   | William Nigh                         | John Carroll, Kay Linaker                           | Drame, policier                      |                     |  |
| I Am the Law                      | Alexander Hall                       | Edward G. Robinson, Otto Kruger, Barbara O'Neil     | Drame, policier                      |                     |  |
| I Demand Payment                  | Clifford Sanforth                    | Jack La Rue, Betty Burgess, Guinn Williams          | Drame                                |                     |  |
| I'll Give a Million               | Walter Lang                          | Warner Baxter, Peter Lorre, Jean Hersholt           | Comédie, drame                       |                     |  |
| I'm From the City                 | Ben Holmes                           | Joe Penner, Richard Lane, Lorraine Krueger          | Western, comédie                     |                     |  |
| If I Were King                    | Frank Lloyd                          | Ronald Colman, Basil Rathbone, Frances Dee          | Drame, aventure                      |                     |  |
| In Old Mexico                     | Edward D. Venturini                  | William Boyd, Gabby Hayes, Russell Hayden           | Western                              |                     |  |
| Island in the Sky                 | Herbert I. Leeds                     | Gloria Stuart, Michael Whalen, Leon Ames            | Drame, policier                      |                     |  |
| Jezebel                           | William Wyler                        | Bette Davis, Henry Fonda, George Brent              | Drame                                |                     |  |
| Josette                           | Allan Dwan                           | Don Ameche, William Collier, Sr., Simone Simon      | Comédie, musical                     |                     |  |
| Joy of Living                     | Tay Garnett                          | Irene Dunne, Douglas Fairbanks, Jr., Guy Kibbee     | Comédie, musical                     |                     |  |
| Judge Hardy's Children            | George B. Seitz                      | Mickey Rooney, Lewis Stone, Fay Holden              | Comédie                              |                     |  |
| Just Around the Corner            | Irving Cummings                      | Shirley Temple, Charles Farrell, Franklin Pangborn  | Comédie, musical                     |                     |  |
| Kentucky                          | David Butler                         | Loretta Young, Walter Brennan, Richard Greene       | Drame, film d'amour                  |                     |  |
| Kentucky Moonshine                | David Butler, Robert H. Planck       | The Ritz Brothers, Marjorie Weaver, Tony Martin     | Comédie                              |                     |  |
| Kidnapped                         | Otto Preminger, Alfred L. Werker     | Warner Baxter, Freddie Bartholomew, Reginald Owen   | Aventure                             |                     |  |
| King of Alcatraz                  | Robert Florey                        | Lloyd Nolan, Robert Preston, J. Carrol Naish        | Drame, action                        |                     |  |
| The Lady Objects                  | Erle C. Kenton                       | Gloria Stuart, Lanny Ross, Joan Marsh               | Drame                                |                     |  |
| The Law, West of Tombstone        | Glenn Tyron                          | Tim Holt, Harry Carey, Paul Guilfoyle               | Western                              |                     |  |
| Listen, Darling                   | Edwin L. Marin                       | Judy Garland, Freddie Bartholomew, Mary Astor       | Comédie, musical                     |                     |  |
| Little Miss Broadway              | Irving Cummings                      | Shirley Temple, Jimmy Durante, Edna May Oliver      | Comédie, drame, musical              |                     |  |
| Little Tough Guy                  | Harold Young                         | Huntz Hall, Helen Parrish, Robert Wilcox            | Drame, policier                      |                     |  |
| The Lone Wolf in Paris            | Albert S. Rogell                     | Francis Lederer, Frances Drake, Walter Kingsford    | Drame, film à énigme                 |                     |  |
| Barreaux blancs (Lord Jeff)       | Sam Wood                             | Freddie Bartholomew, Mickey Rooney, Charles Coburn  | Comédie, drame, policier             |                     |  |
| Love Finds Andy Hardy             | George B. Seitz                      | Mickey Rooney, Judy Garland, Lewis Stone            | Comédie, film d'amour                |                     |  |
| Love Is a Headache                | Richard Thorpe                       | Gladys George, Franchot Tone, Mickey Rooney         | Comédie                              |                     |  |
| Mad About Music                   | Norman Taurog                        | Deanna Durbin, Herbert Marshall, William Frawley    | Drame                                | Film musical        |  |
| The Mad Miss Manton               | Leigh Jason                          | Barbara Stanwyck, Henry Fonda, Sam Levene           | Comédie policière                    |                     |  |
| Man-Proof                         | Karl Freund                          | Myrna Loy, Rosalind Russell, Walter Pidgeon         | Comédie, drame                       |                     |  |
| A Man to Remember                 | Garson Kanin                         | Anne Shirley, Edward Ellis                          | Drame                                |                     |  |
| Marie Antoinette                  | Julien Duvivier, W. S. Van Dyke      | Norma Shearer, Tyrone Power, John Barrymore         | Drame                                | Film biographique   |  |
| Men Are Such Fools                | Busby Berkeley                       | Priscilla Lane, Humphrey Bogart, Wayne Morris       | Comédie, drame                       |                     |  |
| Men with Wings                    | William A. Wellman                   | Fred MacMurray, Ray Milland, Louise Campbell        | Drame, aventure                      |                     |  |
| Merrily We Live                   | Norman Z. McLeod, Eddie Moran        | Constance Bennett, Billie Burke, Brian Aherne       | Comédie                              |                     |  |
| Midnight Intruder                 | Arthur Lubin                         | Louis Hayward, Eric Linden, Barbara Read            | Drame, film à énigme                 |                     |  |
| The Missing Guest                 | John Rawlins, Paul Perez             | Paul Kelly, Constance Moore                         | film à énigme, Film d'horreur        |                     |  |
| Mr. Boggs Steps Out               | Gordon Wiles                         | Stuart Erwin, Helen Chandler, Tully Marshall        | Comédie                              |                     |  |
| Mr. Moto's Gamble                 | James Tinling                        | Peter Lorre, Keye Luke, Douglas Fowley              | Drame, film à énigme                 |                     |  |
| Mr. Wong, Detective               | William Nigh                         | Boris Karloff, Evelyn Brent, Grant Withers          | Drame, film à énigme                 |                     |  |
| My Bill                           | John Farrow                          | Kay Francis, Dickie Moore, Bonita Granville         | Drame                                |                     |  |
| My Lucky Star                     | Roy Del Ruth                         | Sonja Henie, Cesar Romero, Richard Greene           | Comédie, film d'amour                |                     |  |
| The Mystic Circle Murders         | Frank O'Connor                       | Robert Fiske, Arthur Gardner, Helene Le Berthon     | Drame, film à énigme                 |                     |  |
| Nancy Drew: Detective             | William Clemens                      | Bonita Granville, John Litel, Frank Orth            | Drame, film à énigme                 |                     |  |
| Next Time I Marry                 | Garson Kanin                         | Lucille Ball, James Ellison, Mantan Moreland        | Comédie                              |                     |  |
| The Nurse from Brooklyn           | S. Sylvan Simon                      | Sally Eilers, Paul Kelly                            | Drame, policier                      |                     |  |
| Of Human Hearts                   | Clarence Brown                       | Walter Huston, James Stewart, John Carradine        | Drame                                |                     |  |
| The Old Barn Dance (en)           | Joseph Kane                          | Gene Autry, Smiley Burnette, Roy Rogers             | Western                              |                     |  |
| Out West with the Hardys          | George B. Seitz                      | Mickey Rooney, Lewis Stone, Fay Holden              | Comédie                              |                     |  |
| Over the Wall                     | Frank McDonald                       | Dick Foran, John Litel, Veda Ann Borg               | Drame, film d'amour                  |                     |  |
| The Painted Stallion              | William Witney                       | Hoot Gibson, Jack Perrin, LeRoy Mason               | Western                              |                     |  |
| Paradise for Three                | Edward Buzzell                       | Robert Young, Mary Astor, Frank Morgan              | Comédie                              |                     |  |
| Partners of the Plains            | Lesley Selander                      | William Boyd, Russell Hayden, Gwen Gaze             | Western                              |                     |  |
| Peck's Bad Boy with the Circus    | Sam Wood                             | Tommy Kelly, Edgar Kennedy, Billy Gilbert           | Comédie                              |                     |  |
| Penitentiary                      | John Brahm                           | Walter Connolly, Jean Parker, John Howard           | Drame                                |                     |  |
| Personal Secretary                | Otis Garrett                         | William Gargan, Joy Hodges, Ruth Donnelly           | Comédie                              |                     |  |
| Port of Missing Girls             | Karl Brown                           | Harry Carey, Judith Allen, Milburn Stone            | Drame, film à énigme                 |                     |  |
| Port of Seven Seas                | James Whale                          | Wallace Beery, Maureen O'Sullivan, Frank Morgan     | Comédie, drame                       |                     |  |
| Prison Break                      | Arthur Lubin                         | Barton MacLane, Glenda Farrell, Ward Bond           | Drame                                |                     |  |
| Prison Farm                       | Louis King                           | Lloyd Nolan, Shirley Ross, May Boley                | Drame                                |                     |  |
| Professor Beware                  | Elliott Nugent                       | Harold Lloyd, Phyllis Welch, Lionel Stander         | Comédie                              |                     |  |
| Racket Busters                    | Lloyd Bacon                          | George Brent, Allen Jenkins, Humphrey Bogart        | Drame, policier                      |                     |  |
| Radio City Revels                 | Benjamin Stoloff                     | Jack Oakie, Bob Burns, Ann Miller                   | Comédie, musical                     |                     |  |
| The Ranger and the Lady           | S. Sylvan Simon                      | Randolph Scott, Glenda Farrell, Hope Hampton        | Comédie                              |                     |  |
| Rebecca of Sunnybrook Farm        | Allan Dwan                           | Shirley Temple, Randolph Scott, Helen Westley       | Comédie, drame                       |                     |  |
| Red River Range                   | George Sherman                       | John Wayne, Ray Corrigan, Max Terhune               | Western                              |                     |  |
| Rich Man, Poor Girl               | Reinhold Schünzel                    | Lew Ayres, Robert Young, Lana Turner                | Comédie, drame                       |                     |  |
| Ride a Crooked Mile               | Alfred E. Green                      | Frances Farmer, Akim Tamiroff, Lynne Overman        | Western                              |                     |  |
| Room Service                      | William A. Seiter                    | Marx Brothers, Lucille Ball, Ann Miller             | Comédie                              |                     |  |
| Rose of the Rio Grande            | William Nigh                         | John Carroll, Movita, Gino Corrado                  | Western                              | Film musical        |  |
| The Saint in New York             | Ben Holmes                           | Louis Hayward, Kay Sutton, Jack Carson              | Drame, policier                      |                     |  |
| Sally, Irene and Mary             | William A. Seiter                    | Alice Faye, Marjorie Weaver, Joan Davis             | Comédie                              |                     |  |
| Say It in French                  | Andrew L. Stone                      | Ray Milland, Irene Hervey, Mary Carlisle            | Comédie                              |                     |  |
| Scandal Street                    | James Patrick Hogan                  | Lew Ayres, Louise Campbell, Lucien Littlefield      | Drame                                |                     |  |
| Secrets of a Nurse                | Arthur Lubin                         | Dick Foran, Helen Mack, Edmund Lowe                 | Drame, film à énigme                 |                     |  |
| Secrets of an Actress             | William Keighley                     | Kay Francis, George Brent, Ian Hunter               | Drame                                |                     |  |
| Shadows Over Shanghai (en)        | Charles Lamont                       | Ralph Morgan, Robert Barrat, Lynda Grey             | Drame                                |                     |  |
| Sharpshooters                     | James Tinling                        | Brian Donlevy, Lynn Bari, Douglass Dumbrille        | Drame                                |                     |  |
| The Shining Hour                  | Frank Borzage                        | Joan Crawford, Margaret Sullavan, Melvyn Douglas    | Drame                                |                     |  |
| The Shopworn Angel                | H. C. Potter                         | James Stewart, Margaret Sullavan, Walter Pidgeon    | Drame, guerre                        |                     |  |
| Sinners in Paradise               | James Whale                          | Bruce Cabot, Marion Martin, Gene Lockhart           | Drame                                |                     |  |
| The Sisters                       | Anatole Litvak                       | Bette Davis, Errol Flynn, Anita Louise              | Drame                                |                     |  |
| Sky Giant                         | Lew Landers                          | Joan Fontaine, Richard Dix, Harry Carey             | Drame, action, aventure              |                     |  |
| A Slight Case of Murder           | Lloyd Bacon                          | Edward G. Robinson, Jane Bryan, John Litel          | Comédie, policier                    |                     |  |
| Spirit of Youth                   | Harry L. Fraser                      | Joe Louis, Mantan Moreland, Edna May Harris         | Drame                                | Film de sport       |  |
| Spring Madness                    | S. Sylvan Simon                      | Maureen O'Sullivan, Lew Ayres, Burgess Meredith     | Comédie                              |                     |  |
| Stolen Heaven                     | Andrew L. Stone                      | Gene Raymond, Glenda Farrell, Lewis Stone           | Drame                                |                     |  |
| Straight, Place and Show          | David Butler                         | The Ritz Brothers, Ethel Merman, Richard Arlen      | Comédie, musical                     |                     |  |
| Strange Faces                     | Errol Taggart                        | Dorothea Kent, Frank Jenks, Mary Treen              | Drame                                |                     |  |
| Submarine Patrol                  | John Ford                            | Preston Foster, Richard Greene, Nancy Kelly         | Drame, aventure                      |                     |  |
| Suez                              | Allan Dwan                           | Tyrone Power, Loretta Young, Annabella              | Film historique                      |                     |  |
| Sweethearts                       | W. S. Van Dyke                       | Jeanette MacDonald, Nelson Eddy, Frank Morgan       | Comédie, musical                     |                     |  |
| Swing!                            | Oscar Micheaux                       | Cora Green, Alec Lovejoy                            | Drame, Film musical                  |                     |  |
| Swing That Cheer                  | Harold D. Schuster                   | Tom Brown, Robert Wilcox (en), Constance Moore      | Comédie, Film musical, Film de sport |                     |  |
| Swing Your Lady                   | Ray Enright                          | Frank McHugh, Humphrey Bogart, Penny Singleton      | Comédie                              |                     |  |
| Swing, Sister, Swing              | Joseph Santley                       | Ken Murray, Kathryn Kane, Nana Bryant               | Comédie, drame, musical              |                     |  |
| Tarnished Angel                   | Leslie Goodwins                      | Sally Eilers, Ann Miller, Paul Guilfoyle            | Drame                                |                     |  |
| The Terror of Tiny Town           | Sam Newfield                         | Billy Curtis, Yvonne Moray                          | Western, comédie                     |                     |  |
| Test Pilot                        | Victor Fleming, Howard Hawks         | Clark Gable, Myrna Loy, Spencer Tracy               | Drame                                |                     |  |
| The Texans                        | James Patrick Hogan                  | Joan Bennett, Randolph Scott, Robert Cummings       | Western                              |                     |  |
| Thanks for Everything             | William A. Seiter                    | Jack Oakie, Adolphe Menjou, Jack Haley              | Comédie                              |                     |  |
| That Certain Age                  | Edward Ludwig                        | Deanna Durbin, Melvyn Douglas, Jackie Cooper        | Comédie, musical                     |                     |  |
| There Goes My Heart               | Norman Z. McLeod, Hal Roach          | Fredric March, Patsy Kelly, Virginia Bruce          | Comédie                              |                     |  |
| There's Always a Woman            | Alexander Hall                       | Joan Blondell, Melvyn Douglas, Mary Astor           | Comédie, film à énigme               |                     |  |
| This Marriage Business            | Christy Cabanne                      | Victor Moore, Vickie Lester, Jack Carson            | Comédie                              |                     |  |
| Three Blind Mice                  | Raymond Griffith, William A. Seiter  | Loretta Young, Joel McCrea, David Niven             | Comédie                              |                     |  |
| Three Comrades                    | Frank Borzage                        | Robert Taylor, Franchot Tone, Guy Kibbee            | Drame                                |                     |  |
| Tip-Off Girls                     | Louis King                           | Mary Carlisle, Lloyd Nolan, Roscoe Karns            | policier                             |                     |  |
| Too Hot to Handle                 | Jack Conway                          | Clark Gable, Myrna Loy, Walter Pidgeon              | Comédie, aventure                    |                     |  |
| Topper Takes a Trip               | Norman Z. McLeod                     | Constance Bennett, Roland Young, Billie Burke       | Comédie                              |                     |  |
| The Toy Wife                      | Richard Thorpe                       | Luise Rainer, Melvyn Douglas, H. B. Warner          | Drame                                |                     |  |
| Trade Winds                       | Tay Garnett                          | Joan Bennett, Fredric March, Ann Sothern            | Comédie                              |                     |  |
| Tropic Holiday                    | Theodore Reed                        | Bob Burns, Dorothy Lamour, Ray Milland, Martha Raye | Comédie, musical                     |                     |  |
| Two-Gun Man from Harlem           | Richard C. Kahn                      | Herb Jeffries, Mantan Moreland                      | Western                              |                     |  |
| Up the River                      | Alfred L. Werker                     | Preston Foster, Arthur Treacher, Phyllis Brooks     | Comédie                              |                     |  |
| Vacation from Love                | George Fitzmaurice                   | Florence Rice, Reginald Owen                        | Comédie                              |                     |  |
| Valley of the Giants              | William Keighley                     | Claire Trevor, Wayne Morris, Charles Bickford       | Drame, aventure                      |                     |  |
| Vivacious Lady                    | George Stevens                       | James Stewart, Ginger Rogers, Beluah Bondi          | Comédie                              |                     |  |
| Walking Down Broadway             | Norman Foster                        | Claire Trevor, Leah Ray, Phyllis Brooks             | Comédie, drame                       |                     |  |
| White Banners                     | Edmund Goulding                      | Claude Rains, Fay Bainter, Jackie Cooper            | Drame                                |                     |  |
| Wide Open Faces                   | Kurt Neumann                         | Joe E. Brown, Jane Wyman, Lucien Littlefield        | Comédie                              |                     |  |
| Wives Under Suspicion             | James Whale                          | Warren William, Gail Patrick, Constance Moore       | Drame                                |                     |  |
| Women Are Like That               | Stanley Logan                        | Kay Francis, Pat O'Brien, Melville Cooper           | Drame                                |                     |  |
| A Yank at Oxford                  | Jack Conway                          | Robert Taylor, Maureen O'Sullivan, Vivien Leigh     | Comédie, drame                       |                     |  |
| Yellow Jack                       | George B. Seitz                      | Robert Montgomery, Virginia Bruce, Buddy Ebsen      | Drame, guerre                        |                     |  |
| You Can't Take It with You        | Frank Capra                          | James Stewart, Jean Arthur, Lionel Barrymore        | Comédie                              |                     |  |
| Young Dr. Kildare                 | Sam Wood                             | Lew Ayres, Lionel Barrymore, Emma Dunn              | Drame                                |                     |  |
| Young Fugitives                   | John Rawlins                         | Robert Wilcox, Harry Davenport, Dorothea Kent       | Drame, film d'amour, film de guerre  |                     |  |
| The Young in Heart                | Richard Wallace                      | Janet Gaynor, Douglas Fairbanks, Jr., Billie Burke  | Comédie, Drame                       |                     |  |

## Source de la traduction
- (en) Cet article est partiellement ou en totalité issu de l’article de Wikipédia en anglais intitulé « List of American films of 1938 » (voir la liste des auteurs).